# Arondismentul Die
Arondismentul Die (în franceză Arrondissement de Die) este un arondisment din departamentul Drôme, regiunea Rhône-Alpes, Franța.

## Subdiviziuni

### Cantoane
- Cantonul Bourdeaux
- Cantonul La Chapelle-en-Vercors
- Cantonul Châtillon-en-Diois
- Cantonul Crest-Nord
- Cantonul Crest-Sud
- Cantonul Die
- Cantonul Luc-en-Diois
- Cantonul La Motte-Chalancon
- Cantonul Saillans

### Comune
| 1. Aix-en-Diois (26001)             | 2. Allex (26006)                    | 3. Aouste-sur-Sye (26011)           | 4. Arnayon (26012)                 |
| 5. Aubenasson (26015)               | 6. Aucelon (26017)                  | 7. Aurel (26019)                    | 8. Autichamp (26021)               |
| 9. Barnave (26025)                  | 10. Barsac (26027)                  | 11. Beaufort-sur-Gervanne (26035)   | 12. Beaumont-en-Diois (26036)      |
| 13. Beaurières (26040)              | 14. Bellegarde-en-Diois (26047)     | 15. Boulc (26055)                   | 16. Bourdeaux (26056)              |
| 17. Bouvières (26060)               | 18. Brette (26062)                  | 19. La Bâtie-des-Fonds (26030)      | 20. Bézaudun-sur-Bîne (26051)      |
| 21. Chabrillan (26065)              | 22. Chalancon (26067)               | 23. Chamaloc (26069)                | 24. La Chapelle-en-Vercors (26074) |
| 25. Charens (26076)                 | 26. Chastel-Arnaud (26080)          | 27. La Chaudière (26090)            | 28. Châtillon-en-Diois (26086)     |
| 29. Cobonne (26098)                 | 30. Crest (26108)                   | 31. Crupies (26111)                 | 32. Die (26113)                    |
| 33. Divajeu (26115)                 | 34. Espenel (26122)                 | 35. Establet (26123)                | 36. Eurre (26125)                  |
| 37. Eygluy-Escoulin (26128)         | 38. Francillon-sur-Roubion (26137)  | 39. Félines-sur-Rimandoule (26134)  | 40. Gigors-et-Lozeron (26141)      |
| 41. Glandage (26142)                | 42. Grane (26144)                   | 43. Gumiane (26147)                 | 44. Jonchères (26152)              |
| 45. Laval-d'Aix (26159)             | 46. Lesches-en-Diois (26164)        | 47. Luc-en-Diois (26167)            | 48. Lus-la-Croix-Haute (26168)     |
| 49. Marignac-en-Diois (26175)       | 50. Menglon (26178)                 | 51. Mirabel-et-Blacons (26183)      | 52. Miscon (26186)                 |
| 53. Molières-Glandaz (26187)        | 54. Montclar-sur-Gervanne (26195)   | 55. Montlaur-en-Diois (26204)       | 56. Montmaur-en-Diois (26205)      |
| 57. Montoison (26208)               | 58. Mornans (26214)                 | 59. La Motte-Chalancon (26215)      | 60. Omblèze (26221)                |
| 61. Ourches (26224)                 | 62. Pennes-le-Sec (26228)           | 63. Piégros-la-Clastre (26234)      | 64. Plan-de-Baix (26240)           |
| 65. Ponet-et-Saint-Auban (26246)    | 66. Pontaix (26248)                 | 67. Poyols (26253)                  | 68. Le Poët-Célard (26241)         |
| 69. Pradelle (26254)                | 70. Les Prés (26255)                | 71. Puy-Saint-Martin (26258)        | 72. Recoubeau-Jansac (26262)       |
| 73. Rimon-et-Savel (26266)          | 74. La Roche-sur-Grane (26277)      | 75. Rochefourchat (26274)           | 76. Romeyer (26282)                |
| 77. Rottier (26283)                 | 78. La Répara-Auriples (26020)      | 79. Saillans (26289)                | 80. Saint-Agnan-en-Vercors (26290) |
| 81. Saint-Andéol (26291)            | 82. Saint-Benoit-en-Diois (26296)   | 83. Saint-Dizier-en-Diois (26300)   | 84. Saint-Julien-en-Quint (26308)  |
| 85. Saint-Julien-en-Vercors (26309) | 86. Saint-Martin-en-Vercors (26315) | 87. Saint-Nazaire-le-Désert (26321) | 88. Saint-Roman (26327)            |
| 89. Saint-Sauveur-en-Diois (26328)  | 90. Sainte-Croix (26299)            | 91. Saou (26336)                    | 92. Soyans (26344)                 |
| 93. Suze (26346)                    | 94. Les Tonils (26351)              | 95. Treschenu-Creyers (26354)       | 96. Truinas (26356)                |
| 97. Vachères-en-Quint (26359)       | 98. Val-Maravel (26136)             | 99. Valdrôme (26361)                | 100. Vassieux-en-Vercors (26364)   |
| 101. Vaunaveys-la-Rochette (26365)  | 102. Vercheny (26368)               | 103. Volvent (26378)                | 104. Véronne (26371)               |